# Блюма Зейгарник
Блюма Зейгарник (на руски: Блюма Вульфовна Зейгарник) е руска психоложка, известна с ефект на Зейгарник.

## Биография
Родена е на 9 ноември 1900 година в Приенай, Литва. През 1916 завършва гимназия в Минск. През 1921 г. се премества в Берлин, където се записва във Факултета по филология на Берлинския университет. Там е силно повлияна от лекциите по психология на Макс Вертхаймер. През 1924 се омъжва за Албърт Зейгарник. Завършва университета (1927) и през 1931 г. заминава за СССР, където се превръща в най-близкия сътрудник на Лев Виготски.
Зейгарник е известна на Запад с дисертацията си, която представлява първия формален тест на теорията на Левин, че постигането на целта или успешното придвижване към положителна валентност намалява напрежението. В това изследване изследваните лица са прекъсвани по средата на някаква задача, но им е позволено да вършат други задачи. Един час по-късно прекъснатите задачи се помнят по-добре, отколкото завършените, което представлява подкрепа на теорията на Левин. Феноменът става известен като ефект на Зейгарник.
В страна, където поведенческата патология е изключително област на психиатрите, Зейгарник една от малкото клинични психолози в западния смисъл на думата. Нейната изследователска област се фокусира върху психозите, макар че публикува и статии върху историята на психопатологията в СССР.
Умира на 24 февруари 1988 година в Москва на 87-годишна възраст.